# She's the One (Robbie Williams)
She's the one is een nummer van World Party dat vooral bekend werd als een single uit 1999 van de Britse zanger Robbie Williams. Het is het tiende nummer van zijn album I've Been Expecting You.

## Hitnoteringen
| "She's the one" in de Nederlandse Top 40 binnen: 20-11-1999 | "She's the one" in de Nederlandse Top 40 binnen: 20-11-1999 | "She's the one" in de Nederlandse Top 40 binnen: 20-11-1999 | "She's the one" in de Nederlandse Top 40 binnen: 20-11-1999 | "She's the one" in de Nederlandse Top 40 binnen: 20-11-1999 | "She's the one" in de Nederlandse Top 40 binnen: 20-11-1999 | "She's the one" in de Nederlandse Top 40 binnen: 20-11-1999 | "She's the one" in de Nederlandse Top 40 binnen: 20-11-1999 | "She's the one" in de Nederlandse Top 40 binnen: 20-11-1999 |
| Week                                                        | 1                                                           | 2                                                           | 3                                                           | 4                                                           | 5                                                           | 6                                                           | 7                                                           |                                                             |
| ----------------------------------------------------------- | ----------------------------------------------------------- | ----------------------------------------------------------- | ----------------------------------------------------------- | ----------------------------------------------------------- | ----------------------------------------------------------- | ----------------------------------------------------------- | ----------------------------------------------------------- | ----------------------------------------------------------- |
| Positie                                                     | 40                                                          | 37                                                          | 33                                                          | 29                                                          | 33                                                          | 31                                                          | 33                                                          | uit                                                         |

| "She's the one" in de Nederlandse Single Top 100 binnen: 13-11-1999 | "She's the one" in de Nederlandse Single Top 100 binnen: 13-11-1999 | "She's the one" in de Nederlandse Single Top 100 binnen: 13-11-1999 | "She's the one" in de Nederlandse Single Top 100 binnen: 13-11-1999 | "She's the one" in de Nederlandse Single Top 100 binnen: 13-11-1999 | "She's the one" in de Nederlandse Single Top 100 binnen: 13-11-1999 | "She's the one" in de Nederlandse Single Top 100 binnen: 13-11-1999 | "She's the one" in de Nederlandse Single Top 100 binnen: 13-11-1999 | "She's the one" in de Nederlandse Single Top 100 binnen: 13-11-1999 | "She's the one" in de Nederlandse Single Top 100 binnen: 13-11-1999 | "She's the one" in de Nederlandse Single Top 100 binnen: 13-11-1999 | "She's the one" in de Nederlandse Single Top 100 binnen: 13-11-1999 | "She's the one" in de Nederlandse Single Top 100 binnen: 13-11-1999 | "She's the one" in de Nederlandse Single Top 100 binnen: 13-11-1999 | "She's the one" in de Nederlandse Single Top 100 binnen: 13-11-1999 | "She's the one" in de Nederlandse Single Top 100 binnen: 13-11-1999 | "She's the one" in de Nederlandse Single Top 100 binnen: 13-11-1999 | "She's the one" in de Nederlandse Single Top 100 binnen: 13-11-1999 |
| Week                                                                | 1                                                                   | 2                                                                   | 3                                                                   | 4                                                                   | 5                                                                   | 6                                                                   | 7                                                                   | 8                                                                   | 9                                                                   | 10                                                                  | 11                                                                  | 12                                                                  | 13                                                                  | 14                                                                  | 15                                                                  | 16                                                                  |                                                                     |
| ------------------------------------------------------------------- | ------------------------------------------------------------------- | ------------------------------------------------------------------- | ------------------------------------------------------------------- | ------------------------------------------------------------------- | ------------------------------------------------------------------- | ------------------------------------------------------------------- | ------------------------------------------------------------------- | ------------------------------------------------------------------- | ------------------------------------------------------------------- | ------------------------------------------------------------------- | ------------------------------------------------------------------- | ------------------------------------------------------------------- | ------------------------------------------------------------------- | ------------------------------------------------------------------- | ------------------------------------------------------------------- | ------------------------------------------------------------------- | ------------------------------------------------------------------- |
| Positie                                                             | 78                                                                  | 46                                                                  | 37                                                                  | 34                                                                  | 33                                                                  | 35                                                                  | 38                                                                  | 37                                                                  | 41                                                                  | 45                                                                  | 46                                                                  | 56                                                                  | 64                                                                  | 69                                                                  | 74                                                                  | 86                                                                  | uit                                                                 |

### NPO Radio 2 Top 2000
| Nummer met noteringen in de NPO Radio 2 Top 2000 | '01  | '02 | '03 | '04 | '05 | '06 | '07 | '08 | '09 | '10  | '11  | '12  | '13  | '14  | '15  | '16  | '17  | '18  | '19  | '20  | '21  | '22  | '23  | '24  |
| ------------------------------------------------ | ---- | --- | --- | --- | --- | --- | --- | --- | --- | ---- | ---- | ---- | ---- | ---- | ---- | ---- | ---- | ---- | ---- | ---- | ---- | ---- | ---- | ---- |
| She's the One                                    | 1091 | 374 | 205 | 301 | 219 | 383 | 806 | 377 | 939 | 1075 | 1245 | 1273 | 1020 | 1388 | 1516 | 1521 | 1773 | 1525 | 1621 | 1658 | 1852 | 1772 | 1506 | 1557 |

1. ↑  Een vetgedrukt getal geeft de hoogste notering aan.
2. ↑  2001 was het eerste jaar met een notering voor dit nummer.